# Jim Caviezel
James Patrick Caviezel Jr. (Mount Vernon, Washington, 26 de septiembre de 1968), conocido comúnmente como Jim Caviezel, es un actor estadounidense. Goza de fama internacional por su interpretación de Jesucristo en la película La pasión de Cristo (2004) y por interpretar al activista contra el tráfico de menores Tim Ballard en Sonido de libertad (2023). Asimismo, protagonizó las series de televisión The Prisoner (2009) y Person of Interest (2011-2016), donde interpretó al exagente de la CIA John Reese.
Comenzó su trayectoria en el cine con un papel en My Own Private Idaho (1991), que le valió la membresía del Sindicato de Actores de Cine. Posteriormente, se mudó a Los Ángeles para poder tener mayores oportunidades de reconocimiento. Poco después, en 1992, apareció en la serie de televisión The Wonder Years y tuvo un papel importante en la película Wyatt Earp (1994) a lado de Kevin Costner. Logró cierto éxito como el soldado Witt en La delgada línea roja (1998), un filme bélico, bajo la dirección de Terrence Malick. Recibió elogios por parte de la crítica por sus papeles como Catch en Angel Eyes (2001) y de Edmond Dantès en The Count of Monte Cristo (2002).
Ganó notoriedad en 2004 cuando interpretó a Jesús en el controvertido drama épico La Pasión de Cristo, dirigido por Mel Gibson. A pesar del gran éxito en la taquilla de la película, Caviezel tuvo dificultades para conseguir papeles destacados en Hollywood y afirmó que interpretar a Jesús perjudicó su carrera; sin embargo, el actor declaró que este trabajo fue una experiencia única en su vida.

## Primeros años
Es hijo de Margaret Lavery, ama de casa y actriz de teatro, y de James Patrick Caviezel Sr., quiropráctico. Tiene un hermano menor, Timothy, y tres hermanas, Ann, Amy y Erin. Fue criado en Conway (Washington), en el seno de una familia fervientemente cristiana. El apellido Caviezel es de origen romanche; su padre es de ascendencia eslovaca (por el lado materno) y suiza (paterno), mientras que su madre tiene ascendencia irlandesa.
Estudió dos años en Mount Vernon High School, luego se mudó a Seattle, a casa de amigos de la familia, para poder jugar al baloncesto en el colegio católico O'Dea High School. En la siguiente primavera, se trasladó del O'Dea a otro colegio, el John F. Kennedy Memorial High School de Burien, Washington, en el que se convirtió en la estrella del equipo de baloncesto, graduándose en 1987. Después de la secundaria, Caviezel se matriculó en el Bellevue Community College donde continuó jugando al baloncesto, pero una lesión en un pie durante su segundo año terminó con sus esperanzas de tener una carrera profesional en la NBA. Se trasladó a la Universidad de Washington, donde se concentró en la actuación y se convirtió en un miembro de la Fraternidad Sigma Chi.

## Carrera

### 1991-2004: Primeros papeles
Caviezel comenzó a actuar en Seattle, Washington, en obras de teatro como The Matchmaker y Come Blow Your Horn. En 1990 tuvo un breve papel secundario como el empleado de una aerolínea en la película My Own Private Idaho (1991) de Gus Van Sant. El actor obtuvo el papel al hacerle creer al encargado del casting que era un inmigrante italiano. Gracias a dicha participación pasó a formar parte del Sindicato de Actores de Cine. Luego se mudó a Los Ángeles para continuar su carrera en la actuación. Cuando decidió mudarse «la gente pensó que estaba loco», dijo. Le ofrecieron una beca para estudiar actuación en la Escuela Juilliard de Nueva York en 1993, pero la rechazó para interpretar a Warren Earp en la película Wyatt Earp (1994).
Aunque en los años siguientes apareció en episodios de las series The Wonder Years (1992) y Murder, She Wrote (1995), y tuvo un papel en la cinta dramática G.I. Jane (1997) de Ridley Scott, el actor solo había conseguido papeles menores y consideró volver a Washington para dedicarse a la quiropráctica. No obstante, su destacada actuación en la cinta bélica La delgada línea roja (1998), dirigida por Terrence Malick, le permitió abrirse paso en la industria del cine y significó un punto de inflexión en su carrera. La directora de casting Dianne Crittenden seleccionó a Caviezel para el papel del soldado Witt por su estética de la década de 1940, que era lo que Malick buscaba. Interpretó a Black John, un bushwhacker de Misuri, en Ride with the Devil (1999), un filme de la guerra civil estadounidense.
Originalmente, iba a interpretar el personaje de Cyclops/Scott Summers en X-Men (2000), pero tuvo que abandonar la producción debido a que esta se superponía con de Frequency. Actuó en Pay It Forward (2000) y protagonizó Madison (2001), The Count of Monte Cristo (2002), I Am David y Bobby Jones: Stroke of Genius (2004).

### 2004:La Pasión de Cristo
En 2004, logró la mayor atención de su carrera. Cuando el actor se reunió inicialmente con el director Mel Gibson y el productor Stephen McEveety, le dijeron que se trataba de un papel en una película de surf. Sin embargo, era solo un truco para convencerlo de que hablara con ellos, mientras Gibson y McEveety querían que interpretara a Jesucristo en La Pasión de Cristo. Aunque McEveety creía que Caviezel no era el adecuado, el actor fue la primera opción de Gibson, en parte debido a sus ojos expresivos. Caviezel aceptó el papel, que se centró en las últimas horas de la vida de Jesús. Tuvo que aprender arameo, hebreo y latín para el papel, y se sometía a ocho horas de maquillaje la mayoría de los días de filmación.
Pero toda su preparación no lo preparó para el sufrimiento físico que soportó durante la producción. Las duras condiciones en las que se llevó a cabo la filmación —bajo el frío en la intemperie, a veces por la noche—, de cinco meses y medio de duración, le pasó factura físicamente: «Tuve que someterme a dos cirugías cardíacas, incluida una cirugía a corazón abierto, debido a esa película», declaró más tarde. Durante el rodaje, fue alcanzado por un rayo, azotado accidentalmente, se dislocó el hombro y padeció neumonía e hipotermia. Sobre el incidente del rayo, el actor describió el hecho: «Era la escena del Sermón de la Montaña. Subí, se formaron las nubes y, cinco segundos antes del impacto, sentí lo que iba a pasar. Hacía viento, pero no podía oír el viento soplar. De repente, fui alcanzado por un rayo». Si bien admitió estar aterrorizado, dijo que también «sentía paz interior». En consecuencia, tuvo que someterse a dos cirugías cardíacas. Durante las escenas del flagelo de Cristo —el momento memorable en el que azotaron a Jesús— uno de los actores que interpretaba a un torturador romano se equivocó y lo azotó realmente. Había una tabla en la espalda de Caviezel que se suponía que debía recibir los golpes, pero después de que Gibson instruyó a los actores que hicieran un movimiento overhand con los látigos, el actor recibió los golpes. Caviezel recordó lo sucedido: «[El látigo] se extendió sobre el tablero y me golpeó con una velocidad que me dejó sin respirar. Es como quitarte el aire. El pinchazo es tan horrible que no puedes respirar. [...] Giro y miro al tipo, y digo: puede que esté haciendo de Jesús, pero me sentí como Satanás en ese momento. Me volví hacia él, salieron algunas malas palabras de mi boca». En otra entrevista, afirmó que estaba realmente herido mientras filmaba la caminata de Jesús por las calles de la Ciudad Vieja de Jerusalén, el camino que Jesús tomó para su crucifixión: «Mientras la cruz caía... golpeó mi cabeza de verdad y enterró mi cabeza en la arena. Y me mordí la lengua. [...] En la cinta, verás chorros de sangre saliendo abajo de mi labio, es en realidad mi propia sangre. En ese momento, el hombro está fuera de lugar y estaba haciendo todo lo posible para pasar mi brazo sobre [la cruz], y parece que es la toma más extraordinaria porque parece que estoy venerando nuestra cruz, que es nuestra fe, y abrazándola pero de la manera más hermosa. No fue hermoso para mí, porque me dolía muchísimo... mi articulación acromioclavicular se había roto».
La película fue calificada como «antisemita» por parte de la crítica cinematográfica debido al retrato de los judíos y su responsabilidad en la muerte de Jesús. La revista Time Out la colocó en el puesto número veinte entre «las cincuenta películas más controvertidas jamás realizadas». Durante una entrevista Caviezel sostuvo que la controversia era natural: «Cristo fue controvertido. Cristo murió por la verdad. Si es controvertido, lo hiciste bien». Luego citó un pasaje bíblico: «Si de verdad quieres seguir a mi hijo, el escándalo te seguirá todos los días de tu vida». El actor no coincidió con que el filme transmite un mensaje antisemita y opinó que muchas de las reseñas fueron «acusaciones vacías». «Esta película no es un juego de culpas», dijo Caviezel, quien dijo que muchas comunidades judías que vieron la película no pensaron que fuera antisemita. Según él: «El punto central de la película es el evangelio [...] Tenemos que estar de acuerdo en no estar de acuerdo. Este es el evangelio. Se trata de esperanza, amor, perdón y sacrificio. Eso es lo que la gente se dará cuenta rápidamente al ver esta película». El actor concluyó sobre quién habría matado a Cristo: «Todos lo hicieron [...] Todos los apóstoles, soldados, observadores silenciosos. Cualquiera es responsable. Vean qué feo es el pecado. Todos estamos incluidos, incluso su servidor».
La Pasión de Cristo fue un gran éxito comercial, debutando en la taquilla de Estados Unidos con 83 millones de dólares de recaudación en su primer fin de semana, alcanzando un total de 370 millones en ese país y recaudando más de 611 millones de dólares en todo el mundo. Por su interpretación, el actor fue nominado a un MTV Movie Award como mejor actor y ganó el MovieGuide Grace Award a la mejor actuación en una película. Una reseña de The Guardian, señaló: «A diferencia del Jesús en conflicto de Willem Dafoe en La última tentación de Cristo (1988) o el dulce Jesús de Jeffrey Hunter en Rey de reyes (1961), el Jesús de Caviezel podría ser un personaje de una película muda. De hecho, la capacidad de Caviezel para evocar emociones con una mirada se convirtió en su marca registrada». Antes de filmar, Gibson le había advertido a Caviezel que interpretar a Jesús dañaría su carrera como actor. En 2011, admitió que había sido difícil encontrar buenos papeles desde entonces, pero que esta película, en particular el papel de Jesucristo, era una experiencia única en la vida.

### 2006-2013: Otros trabajos en el cine y la televisión
Tuvo papeles protagónicos en las películas Mentes en blanco y Déjà vu de 2006. Interpretó a Kainan en Outlander (2008) y prestó la voz de Jesús en la dramatización del Nuevo Testamento The Word of Promise. En 2008 apareció en el drama La verdad de Soraya M., ambientado en Irán en 1986 sobre la ejecución de una joven madre, donde interpretó al periodista iraní Freidoune Sahebjam. Cuando se le preguntó cómo su fe católica se vio afectada por esta historia, Caviezel aformó: «No tienes que ir más allá de los evangelios para saber qué es lo correcto, si deberías preocuparte más por ayudar a alguien independientemente de su religión o de dónde son». Ese mismo año, retomó el papel de Jesús en la última entrega de The Word of Promise.

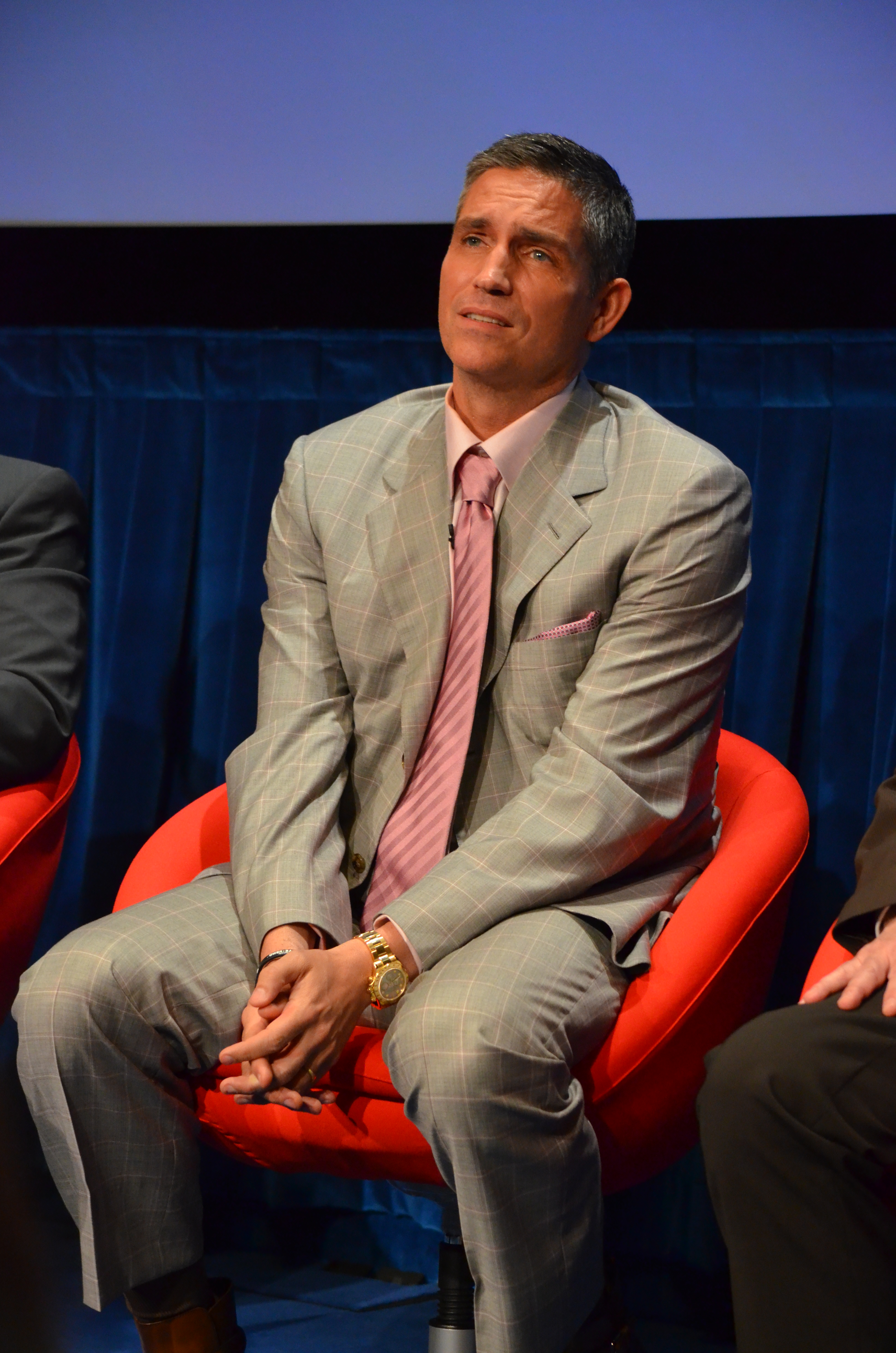
Caviezel en una entrevista (2012)

Volvió a la televisión para protagonizar la miniserie The Prisoner (2009), una nueva versión de la serie de ciencia ficción británica del mismo nombre. De 2011 a 2016, protagonizó la serie dramática de CBS Person of Interest como John Reese, un exagente de la CIA que ahora trabaja como justiciero para un misterioso multimillonario. El episodio piloto recibió los índices de audiencia más altos de una serie en quince años y obtuvo constantemente más de diez millones de espectadores semanales. Por su trabajo en Person of Interest, Caviezel fue nominado al Premio People's Choice como actor dramático favorito en 2014 y nuevamente en 2016.
Apareció en la película Plan de escape de 2013, interpretando a un guardián que mantiene el orden en la prisión más secreta y segura del mundo. Protagonizó la película de fútbol americano de 2014 When the Game Stands Tall como el entrenador Bob Ladouceur, cuyo equipo de preparación de los Spartans de Concord, California, tuvo una racha de 151 victorias consecutivas de 1992 a 2003, un récord deportivo estadounidense.

### 2016-presente: Trabajos recientes ySonido de libertad
Narró dos documentales en 2016 sobre el cristianismo. Uno fue Liberating a Continent: John Paul II and the Fall of Communism y el otro The Face of Mercy. En una entrevista sobre la primera, Caviezel sostuvo: «Un solo polaco aplastó al comunismo. ¿Cómo logró esto Juan Pablo II? Con amor».
En 2017, Caviezel firmó como personaje principal de la serie SEAL Team de CBS. Sin embargo, abandonó el proyecto debido a diferencias creativas antes de que comenzara la producción y fue reemplazado por David Boreanaz. Interpretó al apóstol Lucas en la película Paul, Apostle of Christ, que se estrenó en los cines en 2018 y recibió críticas mixtas. Más tarde, protagonizó la película de suspenso político Infidel de 2020, dirigida por Cyrus Nowrasteh, con quien ya había trabajado en La verdad de Soraya M.
En enero de 2018, el representante de Caviezel anunció que el actor había firmado con Gibson para repetir su papel de Jesús en la secuela de La Pasión de Cristo, titulada La pasión de Cristo: Resurrección. En septiembre de 2020, Caviezel dijo: «Mel Gibson me acaba de enviar la tercera imagen, el tercer borrador. Está llegando». Añadió: «Será la película más importante de la historia mundial».
En 2018, Caviezel se unió al rodaje del filme de acción Sonido de libertad para interpretar a Tim Ballard, un exagente del Departamento de Seguridad Nacional de los Estados Unidos y activista contra la trata de personas en una misión para rescatar niños del tráfico y la esclavitud sexual en Colombia. El propio Ballard había solicitado que Caviezel lo interpretara, a pesar de no parecerse físicamente. Después de que la distribuidora original fue adquirida por Walt Disney Company, el filme fue archivado, hasta que en 2023 Angel Studios compró los derechos y financió la distribución mediante crowdfunding. Caviezel declaró: «Esta es la segunda película más importante que he hecho desde La Pasión de Cristo... Va a afectar la salvación de muchos niños y el cambio de vidas. También traerá mucha luz en la oscuridad».
Sonido de libertad llegó a los cines estadounidenses en julio de 2023. Aunque parte de la crítica mainstream recibió la película negativamente, tuvo un inesperado éxito en la taquilla y fue bien recibida por el público. Caviezel respondió a los medios masivos de comunicación diciendo: «Están asustados. Temblando de miedo. Y es porque el público está escuchando su corazón, que es lo que esta película te dice que hagas».

## Vida privada
Está casado con Kerri Browity, una profesora de secundaria, con quien realiza obras de caridad y diversos proyectos solidarios. Tienen tres hijos adoptivos de origen chino.
Por respeto a su esposa, Caviezel pidió usar una camisa y que Jennifer Lopez usara un top durante una escena de amor en la película Angel Eyes, y se negó a desnudarse en una escena con Ashley Judd en High Crimes. Declaró: «Sí hago escenas de amor, pero no las que tienen sexo gratuito. Tampoco hago violencia gratuita. Y no se trata solo de mi esposa, aunque eso es importante. Es pecado, puro y simple. Quiero decir, está mal».

## Filmografía

### Cine
| Año  | Título original                   | Personaje              | Director               |
| ---- | --------------------------------- | ---------------------- | ---------------------- |
| 1991 | My Own Private Idaho              | Airline Clerk          | Gus Van Sant           |
| 1992 | Diggstown                         | Billy Hargrove         | Michael Ritchie        |
| 1994 | Wyatt Earp                        | Warren Earp            | Lawrence Kasdan        |
| 1996 | Ed                                | Dizzy Anderson         | Bill Couturié          |
| 1996 | La roca                           | Piloto de un Rear F-18 | Michael Bay            |
| 1997 | G.I. Jane                         | «Slov» Slovnik         | Ridley Scott           |
| 1998 | La delgada línea roja             | Robert E. Lee Witt     | Terrence Malick        |
| 1999 | Ride With the Devil               | Black John             | Ang Lee                |
| 2000 | Frequency                         | John Sullivan          | Gregory Hoblit         |
| 2000 | Cadena de favores                 | Jerry                  | Mimi Leder             |
| 2000 | Madison                           | Jim McCormick          | William Bindley        |
| 2001 | Angel Eyes                        | Steven «Catch» Lambert | Luis Mandoki           |
| 2002 | The Count of Monte Cristo         | Edmundo Dantès         | Kevin Reynolds         |
| 2002 | High Crimes                       | Tom Kubik              | Carl Franklin          |
| 2003 | Highwaymen                        | James «Rennie» Cray    | Robert Harmon          |
| 2004 | Bobby Jones: Stroke of Genius     | Bobby Jones            | Rowdy Herrington       |
| 2004 | I Am David                        | Johannes               | Paul Feig              |
| 2004 | La memoria de los muertos         | Fletcher               | Omar Naïm              |
| 2004 | La Pasión de Cristo               | Jesús                  | Mel Gibson             |
| 2006 | Déjà vu                           | Carroll Oerstadt       | Tony Scott             |
| 2007 | Mentes en blanco                  | Jean Jacket            | Simon Brand            |
| 2008 | Outlander                         | Kainan                 | Howard McCain          |
| 2008 | La verdad de Soraya M.            | Freidoune              | Cyrus Nowrasteh        |
| 2012 | Transit                           | Nate                   | Antonio Negret         |
| 2013 | Plan de escape                    | Willard Hobbs          | Mikael Håfström        |
| 2013 | Savannah                          | Ward Allen             | Annette Haywood-Carter |
| 2014 | When the Game Stands Tall         | Bob Ladouceur          | Thomas Carter          |
| 2018 | Paul, Apostle of Christ           | Lucas                  | Andrew Hyatt           |
| 2018 | Running for Grace                 | Reyes                  | David L. Cunningham    |
| 2018 | Onyx: Kings of the Grail          | Narrador               | Roberto Girault        |
| 2019 | Infidel                           | Doug Rawlins           | Cyrus Nowrasteh        |
| 2023 | Sweetwater                        | Escritor de deportes   | Martin Guigui          |
| 2023 | Sonido de libertad                | Tim Ballard            | Alejandro Monteverde   |
| 2025 | La pasión de Cristo: Resurrección | Jesús                  | Mel Gibson             |

### Televisión
| Año       | Título               | Personaje      | Director       |
| --------- | -------------------- | -------------- | -------------- |
| 1992      | The Wonder Years     | Bobby Riddle   | Carol Black    |
| 1995      | Murder, She Wrote    | Darryl Harding | Peter S Fisher |
| 1995      | Children of the Dust | Dexter         | David Green    |
| 2009      | The Prisoner         | Michael/Six    | Nick Hurran    |
| 2011-2016 | Person of Interest   | John Reese     | Jonathan Nolan |

### Documentales
| Año  | Título original                                                | Rol      |
| ---- | -------------------------------------------------------------- | -------- |
| 2015 | Guadalupe: The Miracle and the Message                         | Narrador |
| 2016 | Liberating a Continent: John Paul II and the Fall of Communism | Narrador |
| 2016 | The Face of Mercy                                              | Narrador |
| 2018 | John Paul II in Ireland: A Plea for Peace                      | Narrador |